# Australien i olympiska vinterspelen 1960
Australien deltog med 30 deltagare vid de olympiska vinterspelen 1960 i Squaw Valley. Ingen av landets deltagare erövrade någon medalj.